# Diplectrona marianae
Diplectrona marianae là một loài Trichoptera trong họ Hydropsychidae. Chúng phân bố ở miền Tân bắc.